# 알리 파르카 투레
알리 파르카 투레(프랑스어: Ali Farka Touré, 1939년 10월 31일 ~ 2006년 3월 6일)는 말리의 블루스 기타리스트이자 싱어송라이터, 다재 다능한 연주가였으며 아프리카 대륙에서 가장 유명한 음악가 중 한명이었다. 그의 음악은 전통적인 말리 음악과 북미의 혈연적 음악인 블루스와의 교차점을 대표하는 것으로 널리 알려져 있고, 그의 고국에서 널리 인기를 얻은 최초의 아프리카 블루스맨으로서 투레는 종종 "아프리카의 존 리 후커"로 알려져 있다. 그리고 그의 부모가 지어준 별명인 "파르카"는 "당나귀"라는 뜻으로 그의 고집과 완고함을 표현한 것이라 한다. 투레는 롤링 스톤의 "100대 위대한 기타리스트"에서 76위에 올랐다. 그리고 스핀의 "100대 위대한 기타리스트"에서 37위를 차지했다.

## 생애
알리 파르카 투레는 1939년 10월 31일에 말리의 구르마라루스 현에 위치한 카나우 마을에서 태어났다. 그의 가족은 아르마 커뮤니티에 속해 있었고 그가 아직 어릴 때 근처에 있는 니아풍케 마을로 이사했다.
1940년에는 그의 아버지는 프랑스 육군에서 근무하다가 사망했다. 그는 그의 어머니의 열번째 아들이었지만, 유일하게 유아기에 살아남았다. 그 후 10세부터 기타를 잡기 시작해 17세 시절에는 능숙하게 다루게 되었다.
1950년에는 구르켈이라는 단현 기타의 매력에 빠져들어 연주를 했고, 1956년에는 기니 출신의 케이타 포데바의 공연을 보고 기타 연주자가 되기로 결심한다. 그는 독학으로 기타를 배우면서 자신이 구르켈을 통해 배운 연주기법과 전통민요를 접목시켜 나갔다.
1960년대 바마코에 머물면서 투레는 레이 찰스나 존 리 후커와 같은 이들을 통해 아프리카계 미국인들의 음악을 접하게 된다. 특히 그는 후커에게 강한 영향을 받아 자신의 연주에 몇몇 요소들을 접목 시킨다. 알리 파르카 투레의 음반 경력은 1976년 프랑스에서 시작되었다.
몇 년간 그는 말리의 풍부한 문화로부터 가져온 전통 민요와 리듬을 채용해 십여 개의 아프리카어로 노래 부르며 서아프리카에서 성공적인 경력을 쌓아갔다. 아프리카 곳곳을 순회하고 때때로 유럽과 미국도 순회하면서 연주를 했지만, 그는 일상생활을 그리워했다. 결국 1990년 알리 파르카 투레는 고향 팀북투에 있는 자신의 농장에서 농사를 짓기 위해 음악을 단념한다.
하지만 프로듀서의 설득으로 2년 후 다시금 기타를 잡은 그는 1994년에 발표한 라이 쿠더와 공동으로 낸 앨범 《Talking Timbuktu》는 서부 아프리카 음악시장에서 놀라울 정도로 팔렸으나, 그 뒤를 이어 미국과 유럽에서 출시되어서는 중단이 되었고, 그는 1999년에 아프리카의 리듬과 비트를 중심으로 한 좀 더 전통적인 앨범인 《Niafunké》의 발매와 함께 다시 모습을 보였다.
2002년에 그는 <Mississippi to Mali (with 코리 해리스) (2002)>의 앨범에 미국의 흑인 블루스와 레게 음악가인 코리 해리스와 함께 협업했다. 투레와 해리스는 또한 마틴 스코세이지의 2003년 다큐멘터리 《집에 가고 싶다》에 함께 출연했는데, 이 다큐멘터리는 블루스의 뿌리를 서아프리카까지 거슬러 올라가서 찾는 것이었다. 이 다큐멘터리 영화는 코리 해리스가 나레이션을 했으며 알리의 기타와 니자카 연주가 선보인다.
2004년 투레는 니아풍케 시장이 되어 길을 정비하고, 하수도를 설치하고 가난한 마을에 전기를 공급하는 발전기의 연료를 구매하는 등 시장의 업무에 자신의 돈을 썼다.
2005년 9월에, 그는 투마니 디아바테와 공동으로 《In the Heart of the Moon》 앨범을 발매했다. 그는 이 앨범으로 두번째 그래미상을 받았고, 그의 마지막 앨범인 《Savane》은 2006년 7월에 사후 발매되었다. 이 앨범은 전문가들과 팬들에게 폭넓은 찬사를 받았으며, "최우수 컨템퍼리 월드뮤직 앨범" 부문의 그래미상 후보에 올랐다. 유럽 전역의 선두적인 월드뮤직 전문가들에 의해 투표된, 월드뮤직 차트 유럽의 전문가 위원회는 이 앨범이 2006년 9월까지 연속 1위를 차지하자, 《Savane》을 2006년 올해의 앨범으로 선택했다.
2006년 3월 6일, 알리 파르카 투레는 한동안 투병했던 골수암으로 66세의 나이로, 바마코에서 세상을 떠났다. 그의 음반 회사 월드 서킷은, 2006년 말에 발매된 뷰의 데뷔 앨범으로, 그의 아들 뷰 파르카 투레와 몇 곡의 음반을 녹음했다고 말했다.

## 음반 목록
- Ali Touré Farka (1976)
- Spécial « Biennale du Mali » (1976)
- Biennale (1978)
- Ali Touré Farka (1979)
- Ali Touré dit Farka (1980)
- Ali Farka Touré (Red) (1984)
- Ali Farka Touré (Green) (1988)
- Ali Touré Farka (1988)
- African Blues (1990)
- The River (1990)
- The Source (with 타지 마할) (1992)
- Talking Timbuktu (with 라이 쿠더) (1994)
- The Rough Guide to West African Music (1995)
- Radio Mali (1996)
- Niafunké (1999)
- Mississippi to Mali (with 코리 해리스) (2002)
- Red&Green (2004)
- In the Heart of the Moon (with 투마니 디아바테, 라이 쿠더) (2005)
- Savane (2006)
- Ali and Toumani (with 투마니 디아바테) (2010)

## 수상
- 1994년 제37회 그래미 어워드 최우수 월드뮤직 앨범상
- 2005년 제48회 그래미 어워드 최우수 전통 월드뮤직 앨범상